# Suwałki
Suwałki (česky Suvalky, litevsky Suvalkai, bělorusky Сувалкі) jsou městem v severovýchodním Polsku, poblíž hranic s Litvou a Běloruskem. Žije zde přibližně 69 tisíc obyvatel. Suwałki jsou po Bělostoku druhým největším městem Podleského vojvodství. Do roku 1999 byly sídlem zaniklého Suwałského vojvodství.

## Významní rodáci
Ve městě se narodili polský režisér Andrzej Wajda, básnířka Maria Konopnicka‎, izraelský politik David Stern či silák Joseph Greenstein.

## Vodstvo
Městem protéká řeka Czarna Hańcza z povodí řeky Nemunas (Němen).

## Sport
- Wigry Suwałki – fotbalový klub

## Partnerská města
- Grande-Synthe, Francie (1978)
- Marijampolė, Litva (1995)
- Alytus, Litva (1996)
- Waren (Müritz), Německo (1999)
- Võru, Estonsko (1999)